# ذي عران (القريشية)

تعديل مصدري - تعديل

ذي عران هي إحدى قرى عزلة قيفه ال محن لظهرة بمديرية القريشية التابعة لمحافظة البيضاء، بلغ تعداد سكانها 118 نسمة حسب تعداد اليمن لعام 2004.